# Суворовское сельское поселение (Брянская область)
Суво́ровское сельское поселение — муниципальное образование в центральной части Погарского района Брянской области. Административный центр — село Суворово.
Образовано в результате проведения муниципальной реформы в 2005 году, путём преобразования дореформенного Суворовского сельсовета.

## Население
| 2010  | 2011  | 2012  | 2013  | 2014  | 2015  | 2016  |
| ----- | ----- | ----- | ----- | ----- | ----- | ----- |
| 1810  | ↘1796 | ↘1766 | ↘1700 | ↘1644 | ↘1601 | ↘1582 |
| 2017  | 2018  | 2019  | 2020  | 2021  |       |       |
| ↘1558 | ↘1491 | ↘1463 | ↘1441 | ↗2033 |       |       |

## Населённые пункты
| № | Населённый пункт | Тип     | Население |
| - | ---------------- | ------- | --------- |
| 1 | Суворово         | село    | ↘637      |
| 2 | Белевица         | посёлок | ↘249      |
| 3 | Курово           | село    | ↘814      |